# Aldwych
Aldwych je ulice v londýnském obvodu Westminster. Ulice tvoří oblouk spojený na západě s ulicí Strand, Fleet Street a Kingsway na severu.
Jméno ulice pochází ze staroanglických slov eald a wic znamenající starý venkovský statek (odkazující na osadu ležící mimo hradby, v té době na nábřeží Temže). Poprvé bylo toto jméno zaznamenáno roku 1211.
V ulici se nachází mimo jiné London School of Economics, Bush House, Aldwych Theatre, Duchess Theatre, hotel Waldorf Hilton, velvyslanectví Indie (India House) a velvyslanectví Austrálie (Australia House).
Poblíž kostela St. Clement Danes  stojí od roku 1905 socha bývalého premiéra Williama Ewarta Gladstonea.
Dopravní spojení – metro - Temple, Holborn; stanice Aldwych v ulici Strand je od roku 1994 uzavřena.